# Igreja de Nossa Senhora da Assunção (Azambuja)

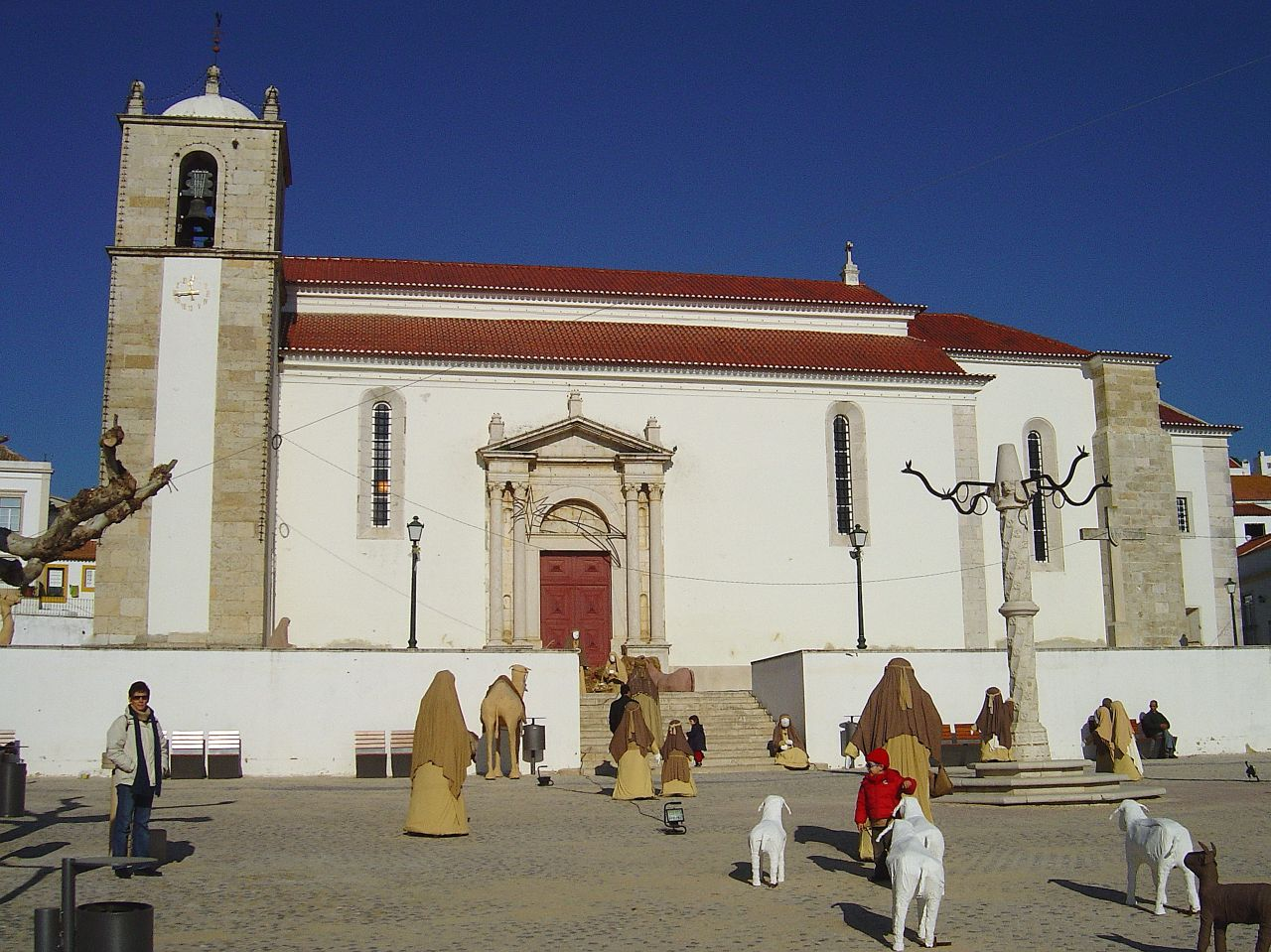
Igreja de Nossaa Senhora da Assunção

A Igreja de Nossa Senhora da Assunção ou Igreja Matriz da Azambuja é uma igreja localizada na freguesia de Azambuja, no concelho de Azambuja, distrito de Lisboa. Possui a classificação de Imóvel de Interesse Público, desde o ano de 1971.